# 1949年4月13日月食
1949年4月13日月食为一次在协调世界时1949年4月13日出現的月全食。該次月食半影食分為2.408、全影食分為1.431。偏食維持了103分，全食維持43分。

## 概述
這次月食的食分是13.42，偏食維持了103分，全食維持43分。

## 基本參數
- 類型：月全食
- 食甚資料：
  - 日期：1949年4月13日
  - 時間：4:11
  - 月球位置：赤經13.42度、赤緯-8.7度
  - 食分：半影食分：2.408、全影食分：1.431
  - 持續時間：偏食103分、全食43分

## 外部連結
- NASA月食專頁（页面存档备份，存于）（英文）